# Boulengerula taitana
A Boulengerula taitana a kétéltűek (Amphibia) osztályának lábatlan kétéltűek (Gymnophiona) rendjébe és a Herpelidae családjába tartozó faj.

## Előfordulása és élőhelye
Élőhelye a Taita-hegység Kenya déli részén.

## Megjelenése
Testhossza elérheti a 35 cm hosszúságot.